# Železniční trať Raspenava – Bílý Potok pod Smrkem
Železniční trať Raspenava – Bílý Potok pod Smrkem (v jízdním řádu pro cestující označená číslem 038) je jednokolejná regionální trať o délce 6,4 km vedoucí podél řeky Smědé v severních Čechách v okrese Liberec. Důvodem pro její vybudování byl rozvoj továren v oblasti horního toku řeky a nedostatečné spojení s nejbližší stávající železniční stanicí nacházející se v Raspenavě. S výstavbou trati se začalo v roce 1899. Hotova byla za rok a 3. května 1900 na ní byl zahájen provoz – nejprve vlaky taženými parními lokomotivami, posléze se přešlo na motorové vozy. Na začátku 21. století se sice uvažovalo o jejím zrušení (v rámci úsporných opatření), avšak nedošlo k němu a na trati díky podmínkám soutěže vypsané Libereckým krajem na provoz Jizerskohorské železnice, do níž tato trať patří, jezdí od roku 2011 moderní motorové vozy Regio-Shuttle RS1.

## Historie tratě

### Důvody výstavby
V oblasti horního povodí řeky Smědé vznikala v první polovině 19. století řada průmyslových podniků. Byly to pily (první vznikla již v roce 1409), přádelny, koželužny, tkalcovny či výrobny papíru. Výrobky všech firem se vyvážely koňskými povozy. Některé výrobky (především látky) putovaly až na zahraniční trhy. Nejbližší železniční stanicí pro tuto oblast byla stanice v Raspenavě, ležící na trati z Liberce přes Frýdlant do tehdejšího Německa, na níž byl provoz zahájen 1. července 1875. Se stoupajícím objemem přepravovaného zboží však přestala raspenavská stanice (tehdy označovaná „Raspenau–Liebwerda“) vyhovovat a hledala se možná řešení nastalé situace. Řešením se ukázala býti stavba trati nazvané „Wittigtalbahn“ (v překladu „Dráha údolím Smědé“, neboť „Wittig“ je v němčině „Smědá“).

### Výstavba tratě
Stavbu tratě realizoval Okresní výbor ve Frýdlantě, v jehož čele byl v té době Heinrich Ehrlich. Dne 10. ledna 1895 obdržel okresní výbor předběžnou koncesi s tím, že postaví dráhu k pile v Bílém Potoce vlastněnou tehdejšími majiteli zdejšího panství, šlechtickým rodem Clam‑Gallasů. Projekt vypracovalo vídeňské ředitelství Jihoseveroněmecké spojovací dráhy (SNDVB), avšak předložený návrh byl ještě přepracován Ing. Reimherem z Berlína. Upravený návrh sice obsahoval všechny současné stanice, avšak oproti stávající podobě trati počítal s vybudováním dvoukolejného nádraží v Lužci a obsahoval i odlišnou podobu stanice v Bílém Potoce, která měla mít tři souběžné kusé koleje.
Zákonem číslo 37 říšského zákoníku ze dne 15. února 1899 byla okresnímu výboru ve Frýdlantě vydána koncesní listina (povolení) pro stavbu železnice. Ve dnech 16. až 17. prosince 1898 a také od 4. do 5. ledna 1899 probíhaly tzv. politické pochůzky pro stavbu tratě (dnešním jazykem „místní šetření“), jež byly základem pro získání stavební koncese – povolení k výstavbě – udělené společnosti Herrman Bachstein z Berlína, resp. jejímu stavebnímu oddělení ve Frýdlantě. Stavba měla být dokončena za dva roky a firma musela (jako jistotu, že termín dodrží) složit kauci ve výši 20 000 zlatých. S vlastní stavbou se začalo přesně v polovině dubna 1899 a za rok – 30. dubna 1900 – proběhla technicko‑policejní zkouška vybudovaného díla.

### Provoz na trati
Dne 3. května 1900 byl na trati zahájen provoz. Zajišťován byl konsorciem, jehož členy byly:
- okresní výbor ve Frýdlantě,
- darmstadtská banka,
- stavební firma Herrman Bachstein z Berlína.

Pro noční odstávku dvou lokomotiv, které konsorcium pořídilo, byla v Bílém Potoce zbudována výtopna, k níž byla přistavěna i vodárna a studna s pulsometrem. Černé uhlí, jež lokomotivy spalovaly, bylo uskladněno v dřevěné kůlně vybudované v blízkosti výtopny. Do zásobníků lokomotiv bylo uhlí sypáno pomocí proutěných košů.
Dne 4. března 1903 vzniklo uskupení Frýdlantské okresní dráhy (FOD), které vedle tratě z Raspenavy do Bílého Potoka provozovalo také trať do dnešních Jindřichovic pod Smrkem a též úzkorozchodnou trať z Frýdlantu do Heřmanic. Společnost zajišťovala provoz na všech jmenovaných tratích do konce roku 1924. Od počátku roku 1925 byl provoz zajištěn ČSD na náklady vlastníka trati (jímž zůstaly FOD).

### Zahájení osobní dopravy motorovou trakcí
Roku 1928 se na normálně rozchodných tratích FOD uskutečnily zkušební jízdy kolejovým autobusem. Během srpna 1931 byl na obou tratích společnosti provoz zajišťovaný dvěma motorovými vozy skutečně zaveden. Ale již po 20 dnech jejich provozu (11. září) bylo během kontrolního vážení používaných vozů zjištěno, že požadovaná hmotnost (maximálně 22 tun) je výrazně překračována. Každý z vozů totiž vážil 30 tun. Jejich provoz tak byl kvůli obavám z přetížení kolejového svršku zakázán. Na tratě se vrátily parní lokomotivy, avšak v roce 1934 byly opětovně vystřídány dvěma jinými motorovými vozy. Oba vozy trávily noci v depu v Jindřichovicích pod Smrkem a střídavě byly vypravovány na obě normálněrozchodné tratě ve správě FOD.

### Před druhou světovou válkou
Po podepsání Mnichovské dohody a odtržení sudetských částí Československa, do kterých patřila i oblast kolem železniční tratě z Raspenavy do Bílého Potoka, se trať stává součástí Říše a přechází pod německé železnice (DR). Čeští železničáři byli nuceni oblast opustit, avšak jejich absence se na provozu železnice výrazněji neprojevila. V souvislosti se změnou vlastníka dráhy navíc došlo ještě k přeznačení lokomotiv podle zvyklostí DR.

### Po válce

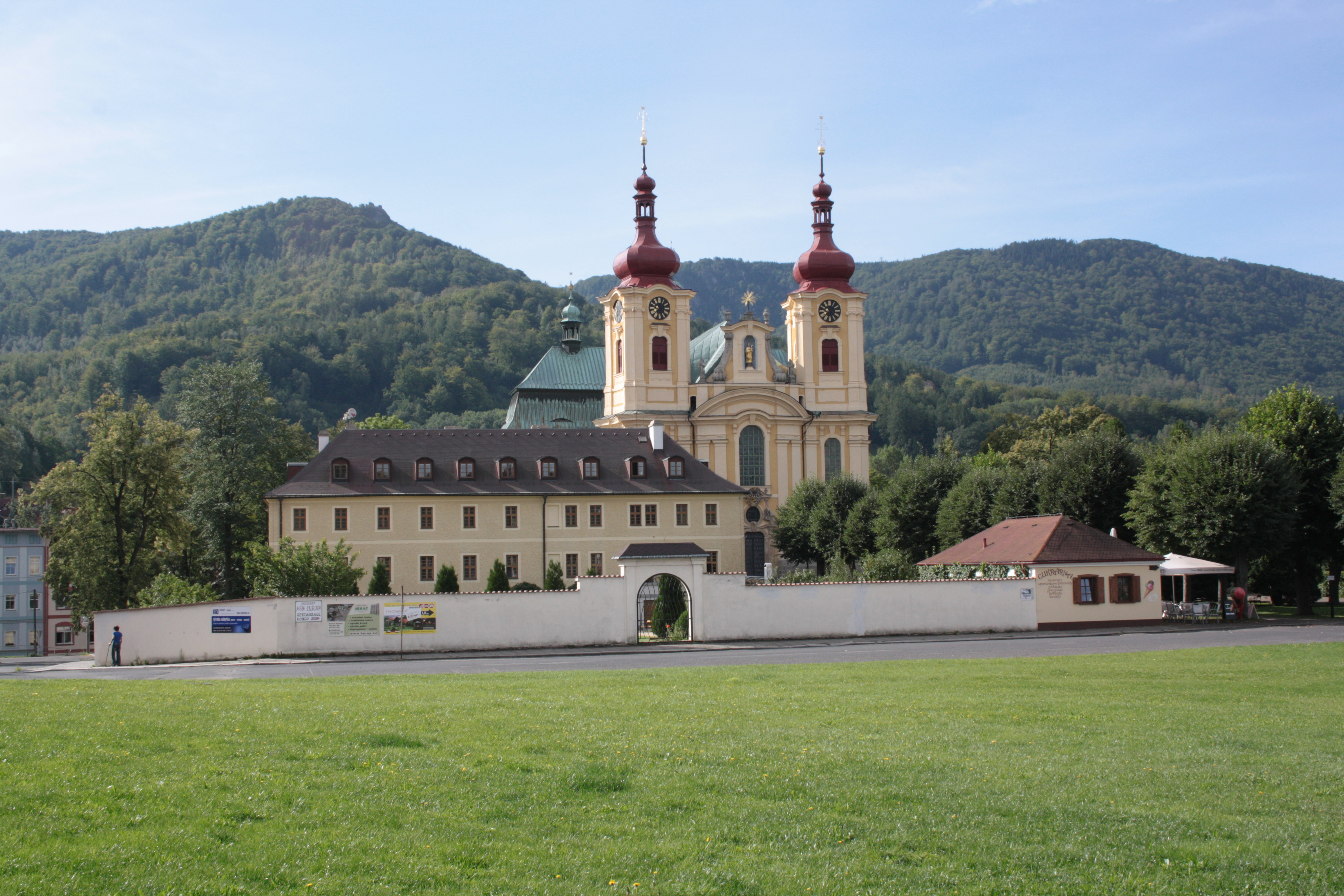
Poutní kostel v Hejnicích

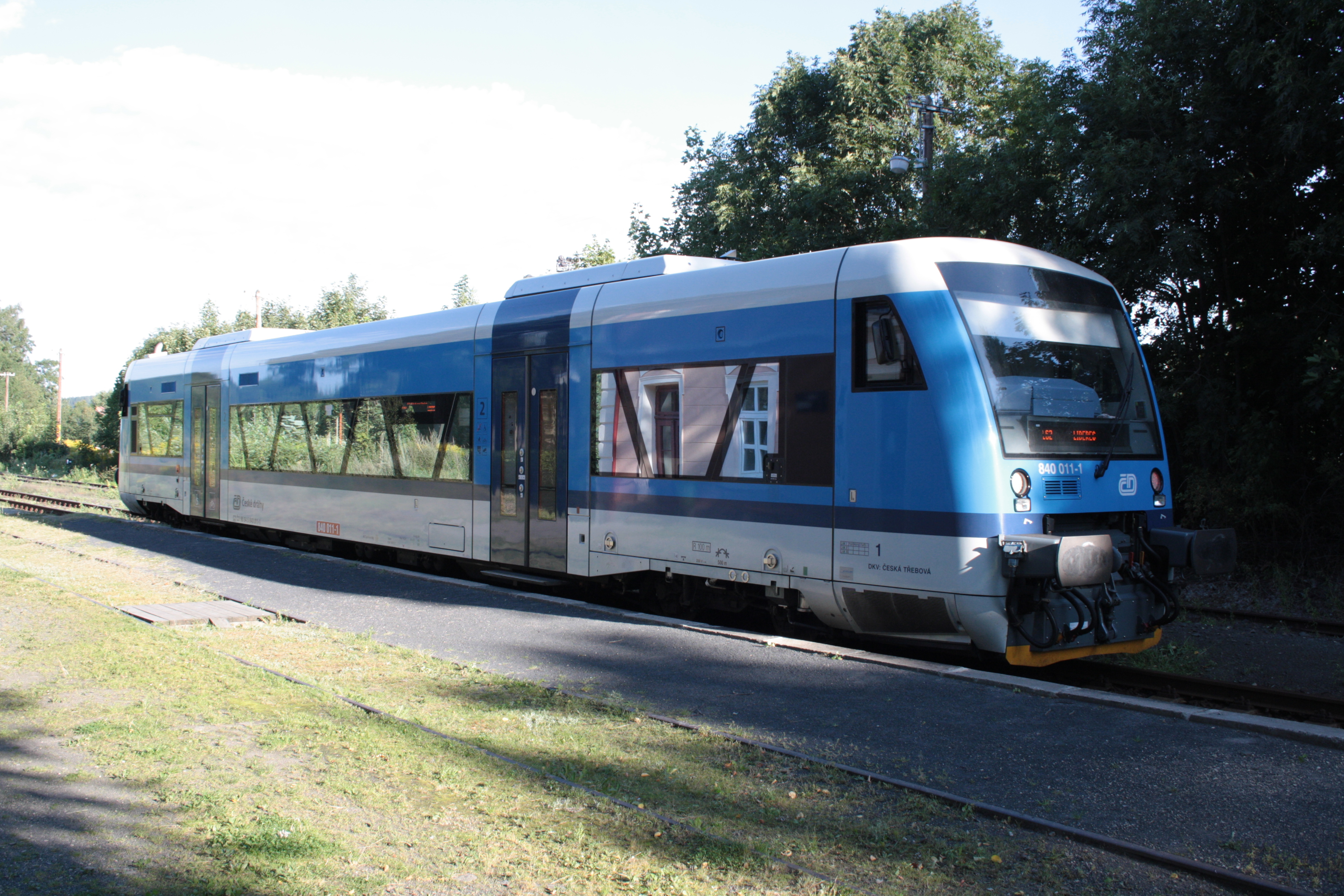
Vlak Regio-Shuttle RS1 v zastávce Bílý Potok pod Smrkem

Po druhé světové válce byla trať 23. května 1945 převzata zpět a bylo zahájeno propouštění jejích německých zaměstnanců. Doprava byla v tu dobu zajišťována třemi páry vlaků a navíc bylo z Bílého Potoka převáženo zpracované dřevo a vojenský materiál určený k transportu do československého vnitrozemí. Během dalších poválečných let počty (osobních i nákladních) vlaků postupně stoupaly a docházelo i k vypravování speciálních vlaků pro účastníky poutí do Hejnic, kde je poutní kostel Navštívení Panny Marie. V srpnu 1946 došlo ke změně charakteru stanice v Luhu na zastávku–nákladiště a v roce 1950 byl upraven její název z „Luh“ na „Luh pod Smrkem“. Dne 25. září 1948 přijela do Hejnic na návštěvu zvláštním motorovým rychlíkem Slovenská strela delegace polského Ministerstva komunikací.
Na trati ovšem tou dobou zatím stále nedošlo k obnovení stálého pravidelného provozu motorovými vozy. Původní dva vozy byly sešrotovány a na trati z Raspenavy do Bílého Potoka tak musely osobní dopravu zajišťovat vlaky tažené parními lokomotivami. Od roku 1951 se však motorové vozy vrátily a v provozu zde byly do března 1954. Následoval krátký návrat parních lokomotiv, jež byly od června 1955 nahrazeny motorovými vozy M 131.1 (lidově nazývanými „Hurvínek“). V létě 1978 se na trati v rámci modernizace objevil nový motorový vůz, a sice M 152.0, který vždy nocoval v Bílém Potoce. Nejprve v topírně, ale od osmdesátých let 20. století přímo na staniční koleji. Tak tomu bylo až do noci z 29. na 30. května 1992. Od následující noci byl vůz odstavován ve stanici Frýdlant v Čechách.
Roku 1998 došlo k vybavení motorových vozů prodejními automaty jízdenek spolu s jejich označovači a zařízením pro hlášení zastávek. To vše proběhlo v souvislosti se zaváděním samoobslužného způsobu cestování na této trati. Do té doby totiž byla trať v tzv. zjednodušeném provozu, kdy dopravu na ní řídil výpravčí/dispečer z Raspenavy a vlaky se křižovaly v Hejnicích a v Bílém Potoce. Platil zde předpis ČSD D 9 („Zjednodušená výprava vlaků“), který byl po druhé světové válce nahrazen předpisem D 3 („Předpis pro zjednodušenou dopravu“). Od začátku platnosti grafikonu 1998/1999, tj. od května 1998, se jezdí dle „Předpisu pro organizování a provozování drážní dopravy ČD D 2“.

### Začátek 3. tisíciletí
Trať byla vybrána za součást Jizerskohorské železnice, pro kterou Liberecký kraj v roce 2008 vypsal výběrové řízení na provozování osobní dopravy po dobu 15 let (mezi roky 2011 a 2026). Přesto se trať v září 2010 objevila mezi těmi, jež by se měly zrušit. Kraj proti tomu protestoval (argumentoval především vypsáním zmíněné soutěže na provoz) a ke zrušení tratě nedošlo. V soutěži na provoz vyhrály České dráhy, které se tak dle podmínek soutěže zavázaly k obnově zdejšího vozového parku.
Od zahájení platnosti jízdního řádu 2011/2012, tedy od 11. prosince 2011, byla na trati zavedena taktová doprava s intervalem jedné hodiny zajišťovaná motorovými vozy řady 840. Vlaky jsou navíc křídlové a jezdí přímé z Liberce do Raspenavy, kde dojde k rozdělení vlaku na část pokračující dále do Frýdlantu a na část jedoucí do Bílého Potoka.

### Co vypovídají staré jízdní řády
| rok                           | provozovaná trať                           | počet vlaků |
| ----------------------------- | ------------------------------------------ | --- |
| 1900                          | 64 Josefov – Liberec – Seidenberg          | 6 Os Liberec – Friedland, 5 Os Friedland – Seidenberg                                                                      |
| 1921 léto                     | 142 Praha – Liberec – Seidenberg (Zavidov) | 6 Os Liberec – Frýdland v Čechách, 5 Os Frýdland v Čechách – Seidenberg (Zavidov)                                          |
| 1928/29 zima                  | 116 Praha – Všetaty – Liberec – Seidenberg | 7 Os Liberec – Frýdland v Čechách, 6 Os Frýdland v Čechách – Seidenberg                                                    |
| 1937/38 zima                  | 111a Liberec – Seidenberg (Zavidov)        | 10 Os Liberec – Frýdland v Čechách, 7 Os Frýdland v Čechách – Seidenberg (Zavidov)                                         |
| 1944/45                       | 160e Reichenberg – Seidenberg – Görlitz    | 8 Os Reichenberg – Friedland, 6 Os Friedland – Seidenberg                                                                  |
| 1945/46                       | 7p Liberec – Zavidov                       | 5 Os Liberec – Raspenava, 7 Os Raspenava – Frýdlant v Čechách, 6 Os Frýdlant v Čechách – Černousy, 2 Os Černousy – Zavidov |
| 1959/60                       | 3h Liberec – Černousy                      | 10 Os Liberec – Raspenava, 13 Os Raspenava – Frýdlant v Čechách, 11 Os Frýdlant v Čechách – Černousy                       |
| 1988/89                       | 037 Liberec – Černousy                     | 11 Os |
| 2002/03                       | 037 Liberec – Černousy                     | 12 Os Liberec – Raspenava, 16 Os Raspenava – Frýdlant v Čechách, 15 Os Frýdlant v Čechách – Černousy                       |
| 2012/13                       | 037 Liberec – Černousy                     | 26 Os Liberec – Frýdlant v Čechách, 15 Os Frýdlant v Čechách – Černousy                                                    |
| Vysvětlivky: Os – osobní vlak |                                            | |

## Popis tratě
Trať začíná v nádraží Raspenava odkud vychází východním směrem (z libereckého zhlaví) souběžně s tratí na Liberec. Liberecká trať se však brzy odklání stoupáním jihovýchodním směrem a trať do Bílého Potoka prudce klesá (24 promile) k nejnižšímu místu na trati, jímž je most přes řeku Smědou. Po jeho překonání křižuje v pravotočivém oblouku silnici II/290 na železničním přejezdu opatřeném výstražníky typu VÚD a souběžně s ní vede až k železniční zastávce Luh pod Smrkem. Odtud trať stoupá největším stoupáním na trati (27 promile), prochází po okraji lesa a těsně za křížením Lužecké ulice v Raspenavě železničním přejezdem vstupuje do železniční zastávky Lužec pod Smrkem. Trať postupuje dále a po několika obloucích a překonání železničního přejezdu vybaveného přejezdovým zabezpečovacím zařízením v Lázeňské ulici v Hejnicích (křižující silnici III/29015) vstupuje do železniční zastávky v Hejnicích. Odtud trať dále pokračuje východním směrem rovinatou krajinou až k závěrečnému stoupání (25 promile) do železniční zastávky Bílý Potok pod Smrkem, kde je ukončena. Vlastní zastávka se ovšem ještě nachází v katastrálním území Hejnice; hranice mezi oběma obcemi je odtud východním směrem ve vzdálenosti asi 500 metrů.
Na trati je celkem 18 přejezdů, z nichž jeden vede přes silniční komunikaci druhé třídy, další dva přes komunikace třetích tříd a zbylých patnáct přes ostatní komunikace (místní a účelové). Z těchto 18 přejezdů jsou dva vybaveny přejezdovým zabezpečovacím zařízením, a sice jeden elektricky a druhý mechanicky.

## Vozový park

### Parní trakce
Pro provoz na nově vybudované dráze byly u linecké firmy Krauss v roce 1900 zakoupeny dvě třínápravové parní tendrové lokomotivy, jež byly označeny jmény blízkých obcí:
- lokomotiva číslo 1: Mildenau – německý název pro Luh;
- lokomotiva číslo 2: Haindorf – německý název pro Hejnice.

Lokomotivy měly tyto technické parametry:
- hmotnost: 27 tun,
- přetlak páry v kotli: 12 kg/m³,
- zásoba vody: 3,5 m³,
- zásoba uhlí: 1,3 m³.

K lokomotivám byly zakoupeny čtyři osobní vozy, jeden kombinovaný vůz pro přepravu pošty a zavazadel a dále dvanáct nákladních vozů, z nichž šest bylo krytých a šest otevřených. Vždy tři nákladní vozy z každé skupiny byly vybaveny brzdou, zbylé trojice brzdu neměly. K tomu byly pořízeny ještě dva traťmistrovské vozíky.
Konsorcium vedle tratě z Raspenavy do Bílého Potoka provozovalo ještě trať z Frýdlantu do Jindřichovic (dnes Jindřichovic pod Smrkem). Pro tuto trať byly dodány tři parní lokomotivy vyrobené opět v linecké továrně Krauss, jež byly také pojmenovány po obcích v okolí:
- lokomotiva číslo 21: Rückersdorf – německý název pro Dolní Řasnici
- lokomotiva číslo 22: Neustadt / Tafelfichte – německý název pro Nové Město (dnes Nové Město pod Smrkem)
- lokomotiva číslo 23: Heinersdorf – německý název pro Jindřichovice (dnes Jindřichovice pod Smrkem)

Navíc byla ještě v roce 1908 dodána:
- lokomotiva číslo 24: Tafelficht – německý název pro Smrk

Tyto čtyři posledně uvedené lokomotivy měly oproti prvně dodaným strojům sice vyšší hmotnost (dosahující 33 tun), avšak měly vyšší výkon. I ony se tak začaly na trati do Bílého Potoka využívat k tahání smíšených vlaků.

### Motorová trakce
V roce 1931 byly českolipskou společností Severočeská vozovka a strojírna na trať dodány dva motorové vozy označované M 244.001 a 002. Jejich provoz však musel být s ohledem na jejich výraznou hmotnost, kterou překračovaly stanovené limity, po 20 dnech provozu ukončen.
Další dva motorové vozy (označované M 120.501 a 502) byly dodány v roce 1934. Jejich výrobcem byla brněnská Královopolská strojírna. Stroje měly s ohledem na plánované nasazení přípojných vozů značný výkon dosahující 160 koní. Po druhé světové válce šly oba vozy do Kovošrotu. Vůz M 120.502 v prosinci 1948, druhý – M 120.501 – jej následoval v listopadu 1949. Motorové vozy byly nahrazeny nejprve parní lokomotivy řady 310.8, avšak po jejich odchodu do šrotu (v lednu a březnu 1949) byly vystřídány lokomotivami řady 320.0 (nejčastěji stroji 006, 016, 018 a 033). Od roku 1951 jezdily na trati motorové vozy řady M 232.0. Byly to stroje evidenčních čísel 006, 007, 009 a 018. Po krátkém intermezzu s parními lokomotivami (především 422.066, 423.052, 423.0133, 354.0117 a 354.0134) se v roce 1955 opět navrátily motorové vozy, nejdříve vůz M 131.1135, který byl v roce 1976 vystřídán vozem M 131.1516.
Roku 1978 došlo k výměně motorového vozu za stroje řady M 152.0 (810), které byly v provozu až do roku 2011, kdy byly nahrazeny vozy řady 840 vyrobenými německou společností Stadler Pankow.

### Přeznačování lokomotiv a motorových vozů
Po převzetí provozu na dráze z Raspenavy do Bílého Potoka (počátkem roku 1925) došlo i k přečíslování používaných lokomotiv a motorových vozů. Další přečíslování proběhlo po převzetí tratě říšskými německými železnicemi.
| Původní označení | Původní název          | Označení ČSD | Označení DR |
| ---------------- | ---------------------- | ------------ | ----------- |
| 1                | Mildenau               | 310.801      | 98.7741     |
| 2                | Haindorf               | 310.802      | 98.7742     |
| 21               | Rückersdorf            | 311.501      | 98.7751     |
| 22               | Neustadt / Tafelfichte | 311.502      | 98.7752     |
| 23               | Heinersdorf            | 311.503      | 98.7753     |
| 24               | Tafelficht             | 311.504      | 98.7754     |
| —                | —                      | 120.501      | 136.300     |
| —                | —                      | 120.502      | 136.301     |

## Železniční nehoda
V roce 1910 došlo v železničním kilometru 1,110 – těsně za mostem přes Smědou – k vykolejení vlaku taženého lokomotivou číslo 23 Heinersdorf. Lokomotiva sice z náspu nespadla, avšak musela být proti sesunutí zajištěna dřevěnými kůly.